# Akbash
Akbash (Akbaş Çoban Köpeği) är en hundras från västra Turkiet. Den är en herdehund och boskapsvaktare. Çoban Köpeği är i Turkiet samlingsbeteckningen för bergs- och herdehundar i allmänhet, varav det finns flera regionala och lokala varianter, varav akbash och kangal çoban köpeği är två internationellt kända raser. Akbaş är turkiska för vithuvud i motsats till karabash (karabaş) - ett annat namn på kangal - som betyder svarthuvud. Den påminner mycket om andra vita bergs- och herdehundar av molossertyp från medelhavsområdet och Centraleuropa, till exempel pyrenéerhunden.
Förutom av den turkiska kennelklubben Köpek Irklarý ve Köpek Bilimleri Federasyonu (KIF) erkänns rasen i USA sedan 1998 av United Kennel Club.